# Редінг (футбольний клуб)
Редінг (англ. Reading FC) — англійський футбольний клуб із міста Редінг. Неофіційна назва клубу серед уболівальників — «роялс».